# The Goods: Live Hard, Sell Hard
The Goods: Live Hard, Sell Hard is een Amerikaanse komedie uit 2009 van regisseur Neil Brennan met Jeremy Piven in de hoofdrol. De film werd op gemengd negatieve kritieken onthaald, maar was wel winstgevend.

## Verhaal
Ben Sellicks tweedehandsautozaak draait slecht en hij besluit wanhopig een "huurling" in te huren die gedurende het 4 juli-weekend de hele inventaris van 211 wagens moet uitverkopen. Hij huurt Don Ready en zijn team in, vier doorgewinterde verkopers die het land doorkruisen voor dit soort opdrachten. Ze huren een DJ en een hotdogkraam, peppen Sellicks verkopers op en verkopen 71 auto's op de eerste dag. De tweede dag begint slecht, maar een reclamespot waarin Ben liegt zaadbalkanker te hebben, brengt veel volk op de been. Er was ook een optreden gepland, maar de zanger haakt af en als Don zijn plaats inneemt breekt een oproer uit. Daardoor zijn er veel televisiecamera's ter plaatse die Don gebruikt om twintig procent korting te beloven aan politieagenten. Zo maakt hij de dag toch nog goed.
Intussen valt hij voor de charmes van Sellicks dochter Ivy, al is die verloofd met Paxton, de zoon van de concurrentie. Hij wil echter geen relatie en vertelt haar dat bij hun vorige opdracht in Albuquerque zijn vriend omkwam bij een parachutesprong doordat hij meer aandacht had voor een vrouwelijke klant dan zijn job. Doch zoekt Ivy hem 's avonds op en ze slapen samen. 's Ochtends zegt ze dat het maar een onenightstand was waarop Don boos wegloopt. Die dag verkoopt het team alle overige auto's zonder Don. Enkel een auto die in Smokey and the Bandit werd gebruikt, staat er nog. Don komt terug en slaagt erin die aan Paxton te verpatsen. Hij snoept ook nog Ivy van hem af, besluit zich vast te domiciliëren en trouwt met haar, al scheiden ze twee jaar nadien.

## Rolverdeling
- Jeremy Piven als Don Ready, de protagonist en leider van een groepje freelanceverkopers.
- Ving Rhames als Jibby Newsome, freelanceverkoper.
- David Koechner als Brent Gage, freelanceverkoper.
- Kathryn Hahn als Babs Merrick, freelanceverkoopster.
- James Brolin als Ben Sellick, eigenaar van een tweedehandsautozaak.
- Jordana Spiro als Ivy Sellick, Bens dochter.
- Rob Riggle als Peter Sellick, Bens tienjarige zoon met het uiterlijk van een dertigjarige.
- Ed Helms als Paxton Harding, Ivy's verloofde en lid van een lokale boyband.
- Alan Thicke als Stu Harding, Paxtons vader en concurrent van Ben.